# Salomon de Brosse
Salomon de Brosse (Verneuil-en-Halatte, 1571 – Parigi, 1626) è stato un architetto francese, la cui opera influenzò François Mansart.

## Biografia
Proveniente da una famiglia ugonotta, nipote dell'architetto Jacques Ier Androuet du Cerceau e figlio dell'architetto Jean de Brosse, si stabilì a Parigi sul finire del XVI secolo; nel 1608 divenne architetto reale.
Egli indirizzò lo stile francese verso il cosiddetto classicismo barocco del secolo di Luigi XIV.
Ciò è riscontrabile nel senso plastico di alcune sue realizzazioni, come il Palazzo di Giustizia di Rennes, già sede del Parlamento di Bretagna (1618), dove l'imponente massa è definita mediante dettagli classicheggianti.
Nel medesimo periodo lavorò al Palazzo del Lussemburgo, iniziato intorno al 1615 per volontà di Maria de' Medici che desiderava una dimora simile al Palazzo Pitti, ed ai castelli di Blérancourt e Coulommiers.
Altra opera importante è la facciata della chiesa di Saint-Gervais-Saint-Protais de Paris, dove i temi della chiesa del Gesù di Roma si legano ad un impianto dal verticalismo gotico.
Nel 1623 realizzò il tempio protestante degli Ugonotti a Charenton, distrutto nel 1685, costruito con una tipologia imitata da molti luoghi di culto statunitensi.

## Galleria d'immagini

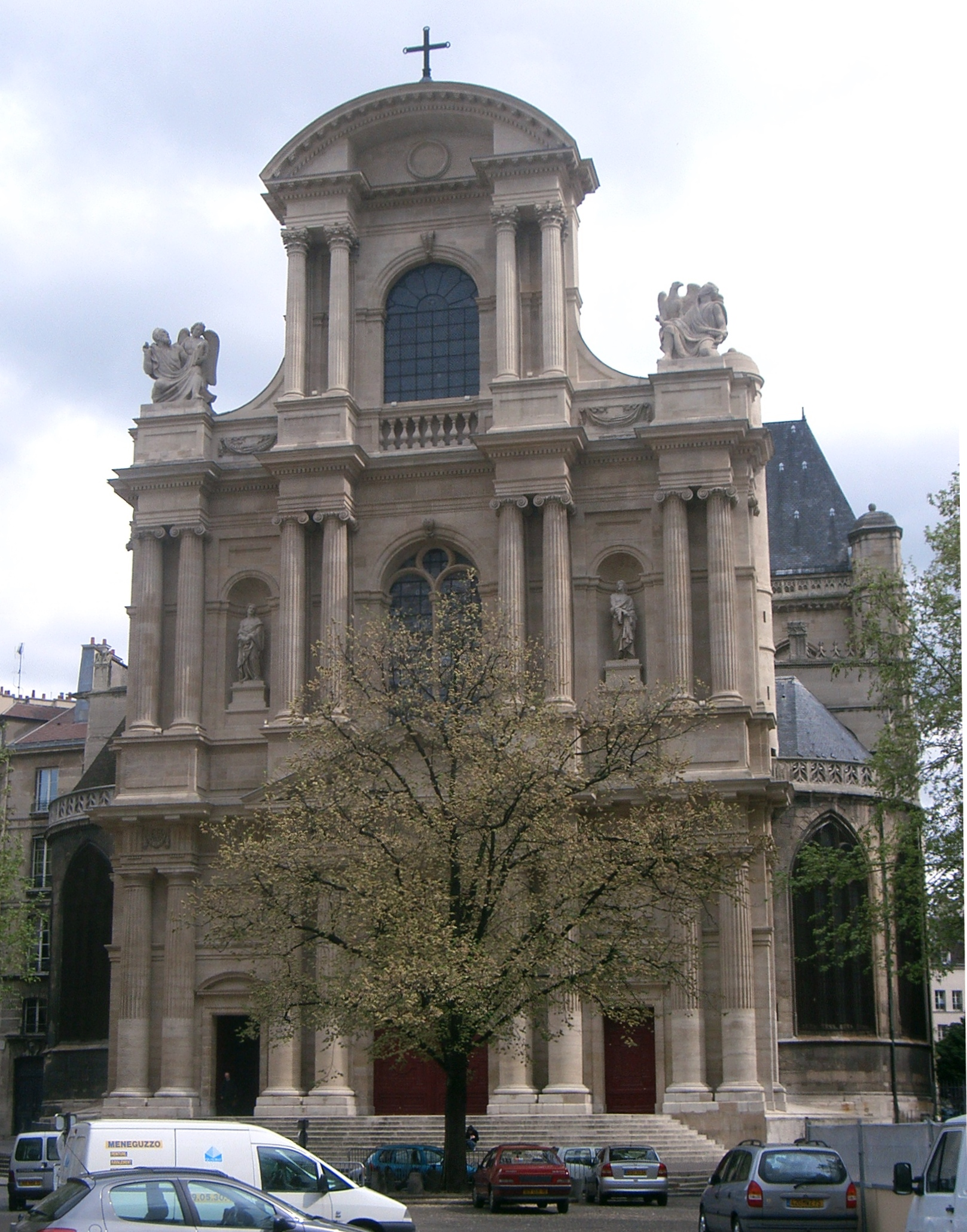
Chiesa dei Santi Gervasio e Protasio, a Parigi
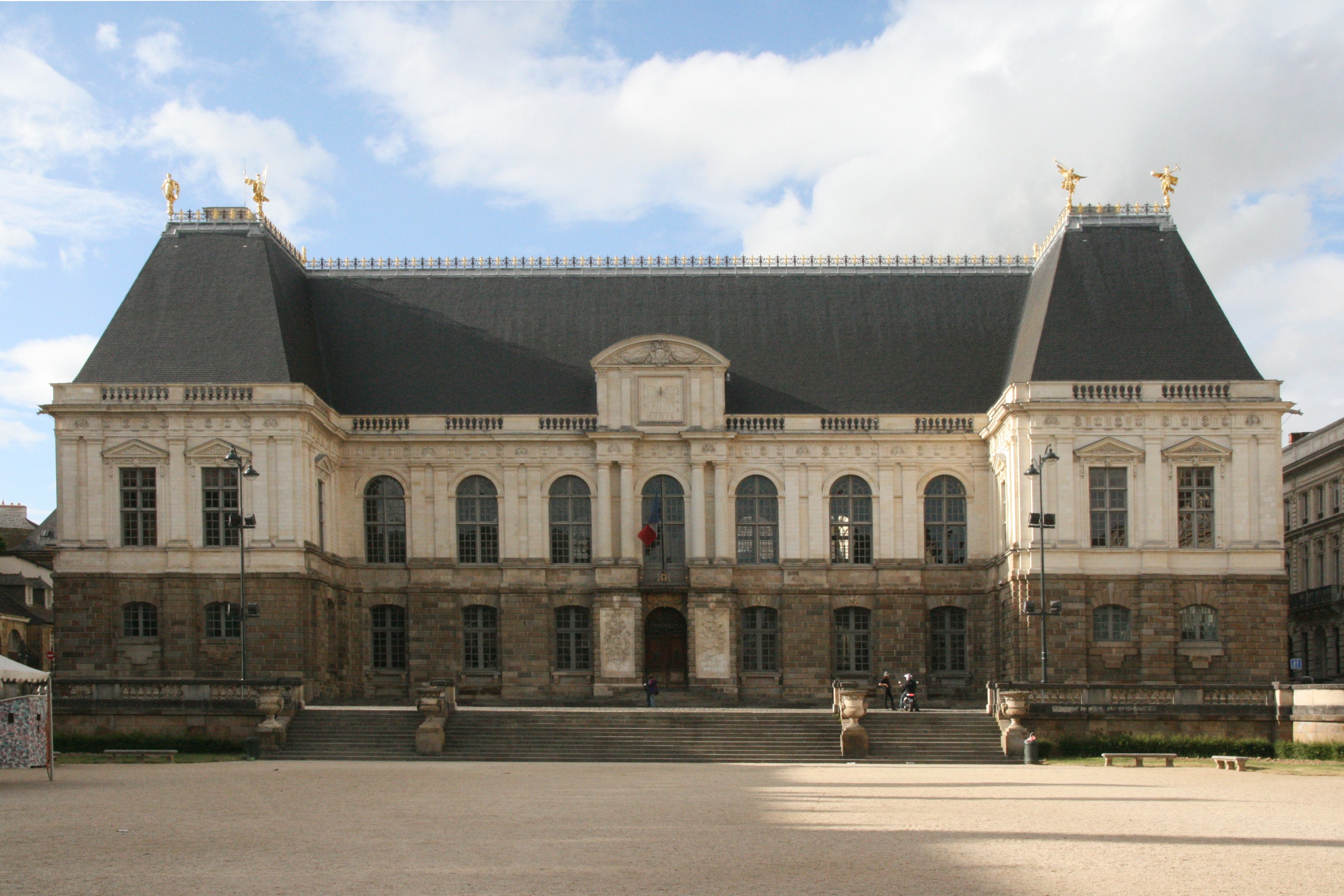
Palazzo del Parlamento di Bretagna, a Rennes
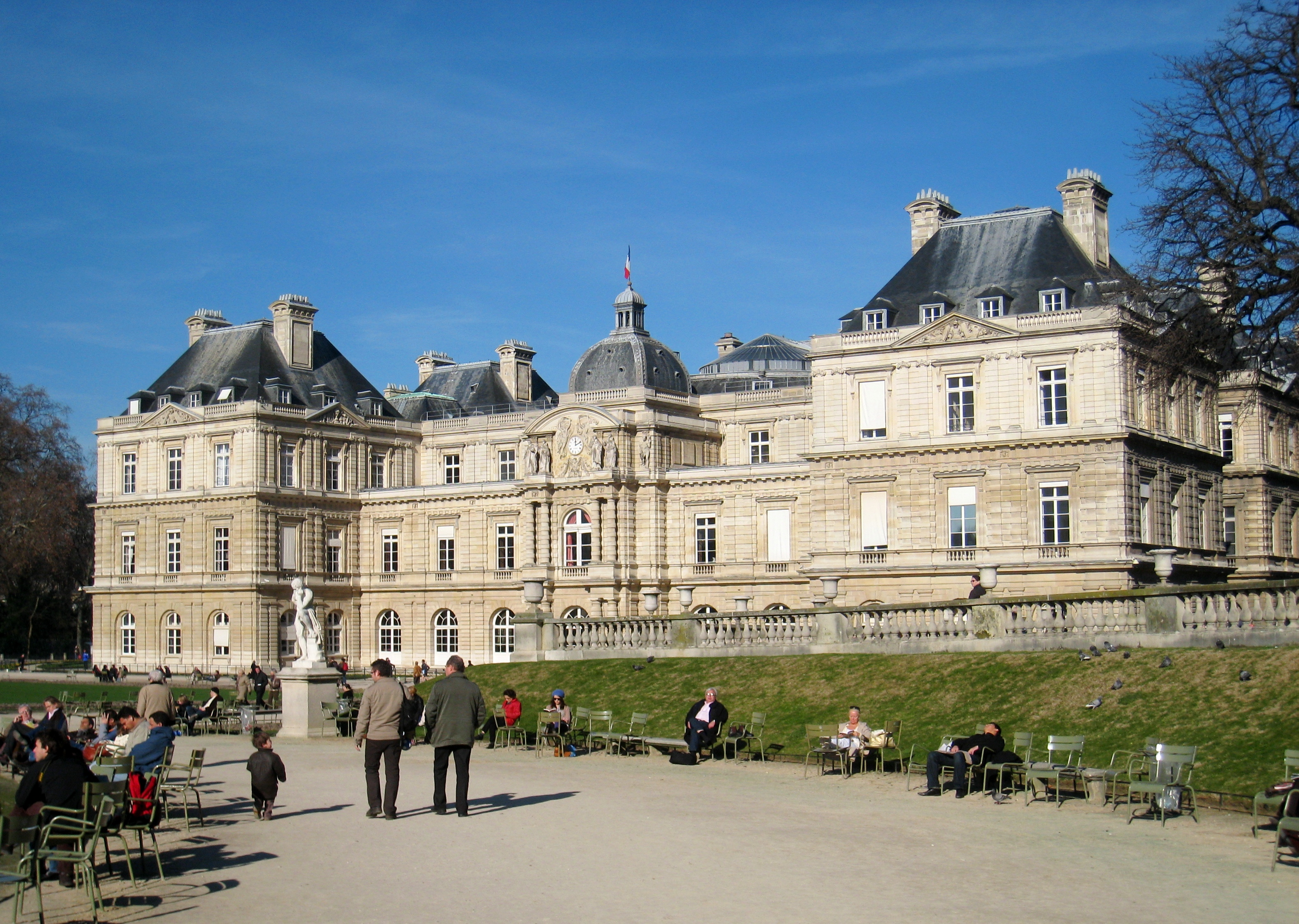
Palazzo del Lussemburgo (1615-24), sempre a Parigi